# (4209) Briggs
(4209) Briggs est un astéroïde de la ceinture principale.

## Description
(4209) Briggs est un astéroïde de la ceinture principale. Il fut découvert le 4 octobre 1986 à l'Observatoire Palomar par Eleanor Francis Helin. Il présente une orbite caractérisée par un demi-grand axe de 3,15 UA, une excentricité de 0,08 et une inclinaison de 21,6° par rapport à l'écliptique.

## Compléments